# Trans Europ Express Marchandises
Trans Europ Express Marchandises (TEEM) o anche TEE-Merci era una rete di servizi ferroviari merci veloci impostati inizialmente a 100 km/h (innalzati poi a 120 km/h) con procedure semplificate alle frontiere al fine di minimizzare i tempi di percorrenza.
Questi treni merci a lunga percorrenza, costituiti principalmente da carri refrigerati Interfrigo, erano deputati principalmente al trasporto di derrate deperibili (frutta, verdura) dall'Europa meridionale verso i mercati nord europei.
Creati sulla scia dei Trans Europ Express, al raggruppamento TEEM appartenevano le principali compagine Ferroviarie centro-Europee; il coordinamento e l'elaborazione dell'orario erano affidati alle Ferrovie Cecoslovacche (ČSD).